# Monóxido de telúrio
Monóxido de telúrio (em química inorgânica) é um composto de transição, encontrado em forma  diatômica. Sua fórmula molecular é TeO. Publicações anteriores que alegavam a existência de um monóxido de telúrio sólido não permaneceram fundamentadas.
O revestimento aplicado em superfícies de DVDs, chamado de subóxido de telúrio, é provavelmente uma mistura de dióxido de telúrio (TeO2) e telúrio metálico (Te0).

## Histórico
A molécula monóxido de telúrio foi reportada pela primeira vez por E. Divers e M. Shimose, em 1883. Esta foi supostamente observada através da decomposição térmica de sulfóxido de telúrio (TeSO3) no vácuo. Em 1913 foi demonstrado que esta entrava em reação com ácido clorídrico. E numa publicação posterior seria alegado que este seria um sólido puro. No ano de 1984 a companhia Panasonic, que estava trabalhando num gravador de discos ópticos contendo “monóxido de telúrio” (na verdade uma mistura de Te e TeO).